# Distretto di Bitlis
Il distretto di Bitlis (in turco Bitlis ilçesi) è uno dei distretti della provincia di Bitlis, in Turchia.